# Charles Kemble
Charles Kemble (Brecon, 25 novembre 1775 – Londra, 12 novembre 1854) è stato un attore teatrale e impresario teatrale inglese.

## Biografia
Chanrles Kemble è un membro della famiglia teatrale Kemble: figlio di Roger Kemble, fratello di John Philip Kemble, Stephen Kemble e Sarah Siddons. Dopo aver lavorato presso un ufficio postale inizia la sua carriera di attore teatrale mostrandosi per la prima volta davanti al pubblico londinese il 21 aprile 1794. Dalla moglie, Marie Thérèse De Camp, sposata nel 2 luglio 1806, ha quattro figli: Henry Kemble, John Mitchell Kemble, filologo e storico, Adelaide Kemble, cantante lirica e Fanny Kemble, anch'essa attrice teatrale. Sua nipote, Gertrude Kemble sposò il famoso baritono inglese Charles Santley.